# Elaeocarpus nodosus
Elaeocarpus nodosus là một loài thực vật có hoa trong họ Côm. Loài này được Baker f. mô tả khoa học đầu tiên năm 1921.